# Protei 5

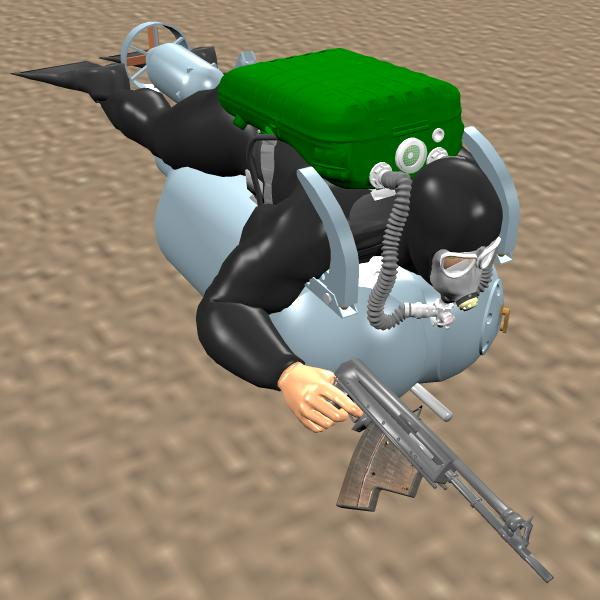
Nageur de combat russe chevauchant un Protei 5, avec une arme à feu sous-marine APS (fusil d'assaut sous-marin)

Le Protei-5 (Протей-5) est un petit propulseur de plongée russe individuel souvent utilisé par les hommes-grenouilles commandos russes. Il est alimenté par batterie utilisant six batteries au plomb-acide.

## Description
Il se clipse sous le plongeur avec un clip sur chaque épaule et un entre ses jambes. Son boîtier est en aluminium. Il était destiné à être fixé à l'extérieur d'un sous-marin ; près du site d'opération, les hommes-grenouilles feraient un sas sous l'eau et décrochaient leurs Protei 5 et les conduisaient jusqu'au site d'opération. Il semble avoir été conçu pour être monté vite et loin plutôt que pour des manœuvres compliquées.
La tige qui sortait de l'extrémité avant était destinée à porter une lampe.

Le levier sur la proue gauche est l'interrupteur marche/arrêt du moteur. Il n'y a pas de contrôle de vitesse.

L'homme-grenouille barre avec les palmes de plongée aux pieds.

Taille totale : 66 centimètres (2 pieds 2 pouces) de large, 69 centimètres (2 pieds 3 pouces) de haut, 1,75 (5 pieds 9 pouces) de long.

Taille de coque : 66 centimètres (2 pieds 2 pouces) de large, 38 centimètres (1 pieds 3 pouces) de haut, 1,45 m (4 pieds 9 pouces) de long.
Un homme-grenouille avec un IDA71 recycleur chevauchant un Protei-7 pourrait passer à travers un trou de 0,9 mètre (3 pi) carré.

## Dans le monde
Seuls deux Protei-5 sont connus pour exister en dehors de l'ex-URSS :
- L'un se trouve actuellement dans l'État de New York, aux États-Unis.
- L'un est pleinement opérationnel dans le New Jersey, aux États-Unis ; il a été fabriqué en 1970 et son moteur est bruyant. Cet exemple a été importé avec quelque 150 IDA-59, 64.htm IDA-64, IDA-71 et AKA-60 rebreathers, tous ex -Systèmes de nageurs de combat militaires soviétiques.

Des conceptions similaires ont été réalisées en Russie, dont un modèle appelé Proton.
Le nom "Protei" est une version russe du nom classique latin / grec mythologique Proteus.

## Liens et références externes
- (ru) article "Riding on Proton" par Afonchenko
- Sur Youtube, le Protei-5